# Serguéi Bakulin
Serguéi Bakulin (Rusia, 13 de noviembre de 1986) es un atleta ruso, especialista en la prueba de 50 km marcha en la que llegó a ser medallista de bronce europeo en 2010.

## Carrera deportiva
En el Campeonato Europeo de Atletismo de 2010 ganó la medalla de bronce en los 50 km marcha, con un tiempo de 3:43:26 segundos, llegando a meta tras el francés Yohann Diniz y el polaco Grzegorz Sudoł (plata).